# (13013) 1987 SP12
(13013) 1987 SP12 là một tiểu hành tinh vành đai chính. Nó được phát hiện bởi Henri Debehogne ở Đài thiên văn La Silla ở Chile ngày 16 tháng 9 năm 1987.